# Piotr Breus
Piotr Pavlovich Breus (en russe : Пётр Па́влович Бре́ус), né le 2 décembre 1927 et décédé en 2000, est un joueur de water-polo international soviétique. Il remporte la médaille de bronze lors des Jeux olympiques d'été de 1956 à Melbourne.

## Palmarès

### En sélection
- Union soviétique
  - Jeux olympiques :
    - Médaille de bronze : 1956.